# Magange
Magange è una circoscrizione rurale (rural ward) della Tanzania situata nel distretto di Serengeti, regione del Mara. Conta una popolazione di 9 953 abitanti (censimento 2012).